# Nombre de Pythagore
Ne doit pas être confondu avec Constante de Pythagore ou Nombre premier de Pythagore.
En algèbre, le nombre de Pythagore d'un corps commutatif F est le plus petit entier naturel p tel que (dans F) toute somme finie de carrés soit somme de p carrés, si de tels entiers p existent, et l'infini sinon. On le note p(F). Le corps F est dit pythagoricien si p(F) = 1, c'est-à-dire si (dans F) toute somme de carrés est un carré.

## Exemples
- Le corps des réels est pythagoricien (et même euclidien).
- Un corps est quadratiquement clos si et seulement s'il est pythagoricien et non formellement réel. C'est le cas pour tout corps algébriquement clos (comme le corps des complexes) et tout corps de caractéristique 2.
- Dans le corps fini Fq pour q impair, les éléments ne sont pas tous des carrés mais sont tous sommes de deux carrés (par le même raisonnement que pour l'élément –1 dans Fp) donc p(Fq) = 2[1].
- D'après le théorème des quatre carrés de Lagrange, tout rationnel positif est somme de quatre carrés, or 7 n'est pas somme de trois carrés, donc p(ℚ) = 4.

## Propriétés
- Tout entier strictement positif est le nombre de Pythagore d'au moins un corps formellement réel[2].
- Le nombre de Pythagore d'un corps est relié à son niveau par p(F) ≤  s(F) + 1[3] et même, si F n'est pas formellement réel s(F) ≤ p(F) ≤  s(F) + 1[4],[5],[6]. Par conséquent, si F n'est pas formellement réel et si p(F) est fini alors c'est soit une puissance de 2, soit une puissance de 2 plus 1, et toutes ces valeurs sont atteintes[7]. Par exemple avec 20 : pour tout corps quadratiquement clos, s = p = 1, tandis que pour le corps fini Fq, si q ≡ 1 mod 4 alors s = 1 et, comme vu plus haut, p = 2.
- Le nombre de Pythagore d'un corps est relié à sa hauteur[5] : si F est formellement réel, h(F) est la plus petite puissance de 2 majorant p(F) (ou l'infini si p(F) est infini) et sinon, h(F) est égal à 2s(F) (donc à 2p(F) ou 2(p(F) – 1), d'après ce qui précède).